# نوواوستانکوو
نوواوستانکوو (به لاتین: Novoostankovo) یک منطقهٔ مسکونی در روسیه است که در باشقیرستان واقع شده‌است.